# Luc van Dam
Luc van Dam (* 23. Oktober 1920 in Schiedam; † 21. Juli 1976 in Rotterdam) war ein niederländischer Boxer. Er war niederländischer Meister im Mittelgewicht.

## Werdegang
Luc van Dam, der im Jahre 1939 mit knapp 19 Jahren Berufsboxer wurde, war einer der hervorragendsten Stilisten, die jemals in einem holländischen Ring standen. Er begann seine Karriere am 21. April 1939 in Kopenhagen mit einer knappen Punktniederlage gegen den Dänen Hans Holdt, wurde aber schon in seinem siebten Profikampf am 12. August 1940 durch einen Punktsieg über den Titelverteidiger Leen Sanders niederländischer Meister im Mittelgewicht. Am 2. Dezember 1941 gelang ihm in Rotterdam ein bemerkenswerter Punktsieg über den deutschen Ex-Europameister im Weltergewicht Gustav Eder. Spätestens ab diesem Zeitpunkt war er bei den Boxsportfreunden in ganz Europa bekannt und zählte zu den besten europäischen Mittelgewichtlern jener Jahre.
Dies bewies auch sein Sieg über den Franzosen Edouard Tenet am 25. Juli 1942 in Amsterdam. Am 13. Dezember 1942 stand er Gustav Eder in Berlin in der Revanche gegenüber. Luc van Dam lieferte Eder wieder einen großen Kampf, obgleich er dieses Mal nach Punkten verlor.
Am 20. Januar 1943 erhielt er dann die Chance, in Hamburg gegen Josef Besselmann um die Europameisterschaft im Mittelgewicht zu kämpfen. In einem harten und ausgeglichenen Fight behielt Besselmann nach 15 Runden knapp die Oberhand und verteidigte somit seinen Titel. Am 23. April 1944 schlug Luc van Dam in Brüssel den belgischen Ex-Europameister im Weltergewicht Felix Wouters in der 3. Runde k. o. und erkämpfte sich am 30. Mai 1944 in Amsterdam durch einen Punktsieg über Pierre Doorenbosch erneut den niederländischen Meistertitel im Mittelgewicht, den er 1941 kampflos niedergelegt hatte. Diesen Titel verteidigte er am 11. August 1945 erfolgreich gegen Willie Quentemeijer.
In den Jahren 1946 und 1947 boxte sich Luc van Dam weiter nach vorne. Er kämpfte gegen den Franzosen Laurent Dauthuille und den Belgier Cyrille Delannoit unentschieden und siegte in einer weiteren Titelverteidigung am 31. Mai 1947 in Amsterdam über Gerrit Lefebre durch technischen K. o. in der 9. Runde. Am 10. August 1947 stand er im Feijenoord-Stadium von Rotterdam Bep van Klaveren gegenüber. Es ging wieder um die holländische Meisterschaft im Mittelgewicht. Vor 30.000 Zuschauern gewann van Klaveren und entthronte damit Luc van Dam. Aber schon einen knappen Monat später, am 5. September 1947, drehte van Dam im Olympiastadion von Amsterdam den Spieß um und besiegte van Klaveren nach Punkten, holte sich damit seinen holländischen Meistertitel zurück.
Am 6. November 1948 versuchte Luc van Dam erneut, Europameister zu werden. Im Brüsseler Palais des Sports stand er dabei Cyrille Delannoit gegenüber. Der Titel war vakant, da er von Marcel Cerdan niedergelegte worden war, als dieser in die Vereinigten Staaten ging, um Weltmeister zu werden. Luc van Dam und Cyrille Delannoit lieferten sich einen ausgeglichenen Kampf, den Delannoit knapp nach Punkten gewann.
1949 und 1950 feierte Luc van Dam unter anderem Siege über Albert Finch (am 24. Januar 1949 in London), Gilbert Stock (am 19. März 1949 in Paris), Kid Marcel (am 22. November 1949 in Den Haag) und Jacques Royer-Crezy (am 31. März 1950 in Amsterdam). Alle vier waren europäische Ranglistenboxer. Am 9. Dezember 1950 fand im Palais des Sports in Brüssel vor 15.000 Zuschauern die Begegnung van Dam gegen Sugar Ray Robinson, den Weltmeister im Weltergewicht aus den USA, statt. Robinson, der auf seiner Europatournee die gegen ihn antretenden Gegner reihenweise k. o. schlug, ersparte auch Luc van Dam dieses Schicksal nicht. In der 3. Runde wurde van Dam nach mehreren Niederschlägen noch vom Gong gerettet, aber in der 4. Runde kam das aus für ihn. Robinson siegte in dieser Runde durch K. o.
Trotz dieser Niederlage kämpfte Luc van Dam weiter. Am 27. Februar 1951 bestritt er in London sogar noch einmal einen Kampf um den europäischen Titel im Mittelgewicht. Er traf dabei auf den jungen Briten Randy Turpin, der Luc van Dam kalt erwischte und schon in der 1. Runde k. o. schlug.
Nach einer ehrenvollen Punktniederlage gegen den Franzosen Claude Milazzo am 28. Januar 1952 in Paris beendete Luc van Dam seine Boxkarriere. Er war 13 Jahre lang als Profi im Ring gestanden und war ohne Zweifel einer der besten europäischen Mittelgewichtsboxer seiner Zeit, wenngleich es ihm nie gelang, Europameister zu werden.

## Titelkämpfe von Luc van Dam
| Datum      | Ort        | um den Titel von/der | Gewichtsklasse | Ergebnis                                                          |
| ---------- | ---------- | -------------------- | -------------- | ----------------------------------------------------------------- |
| 5.2.1940   | Rotterdam  | Niederlande          | Mittel         | Punktniederlage gegen Leen Sanders                                |
| 12.8.1940  | Rotterdam  | Niederlande          | Mittel         | Punktsieg über Leen Sanders                                       |
| 22.9.1940  | Rotterdam  | Niederlande          | Mittel         | Punktsieg über Bob Rieger                                         |
| 22.12.1940 | Rotterdam  | Niederlande          | Mittel         | Punktsieg über Leen Sanders                                       |
| 20.11.1943 | Hamburg    | Europa (EBU)         | Mittel         | Punktniederlage nach 15 Runden gegen Jupp Besselmann, Deutschland |
| 31.3.1943  | Amsterdam  | Niederlande          | Mittel         | Tech. K.O.-Sieg in der 9. Runde über George Posno                 |
| 30.5.1944  | Amsterdam  | Niederlande          | Mittel         | Punktsieg über Pierre Doorenbosch                                 |
| 11.8.1945  | Amsterdam  | Niederlande          | Mittel         | Punktsieg über Willie Quentemeijer                                |
| 31.5.1947  | Amsterdam  | Niederlande          | Mittel         | Techn. K.O.-Sieg über Gerrit Lefebre                              |
| 10.8.1947  | Rotterdam  | Niederlande          | Mittel         | Niederlage gegen Bep van Klaveren                                 |
| 5.9.1947   | Amsterdam  | Niederlande          | Mittel         | Sieg über Bep van Klaveren                                        |
| 15.5.1948  | Amsterdam  | Niederlande          | Mittel         | Punktsieg über Bep van Klaveren                                   |
| 6.11.1948  | Brüssel    | Europa (EBU)         | Mittel         | Punktniederlage gegen Cyrille Delannoit, Belgien                  |
| 6.11.1950  | Rotterdam  | Niederlande          | Mittel         | Punktsieg über Job Roos                                           |
| 17.2.1951  | Harrington | Europa (EBU)         | Mittel         | K.O.-Niederlage in der 1. Runde gegen Randy Turpin, England       |